# Amastus thermidora
Amastus thermidora là một loài bướm đêm thuộc phân họ Arctiinae, họ Erebidae.